# Ponte do Silva
Ponte do Silva é um distrito do município brasileiro de Manhuaçu, no interior do estado de Minas Gerais. Segundo o censo demográfico de 2022, realizado pelo Instituto Brasileiro de Geografia e Estatística (IBGE), sua população era de 2 765 habitantes e havia 955 domicílios particulares permanentes ocupados. Possui área de 52,91 km² conforme a Fundação João Pinheiro (FJP). Foi criado pela lei municipal nº 2.204 de 4 de janeiro de 2000.
O distrito é banhado pelo ribeirão São Luís, que é o principal afluente do rio Manhuaçu, inclusive é afetado por enchentes do manancial em eventos de cheias provocados por chuvas intensas. O cultivo do café se destaca na localidade.